# Karl Josef Gleispach

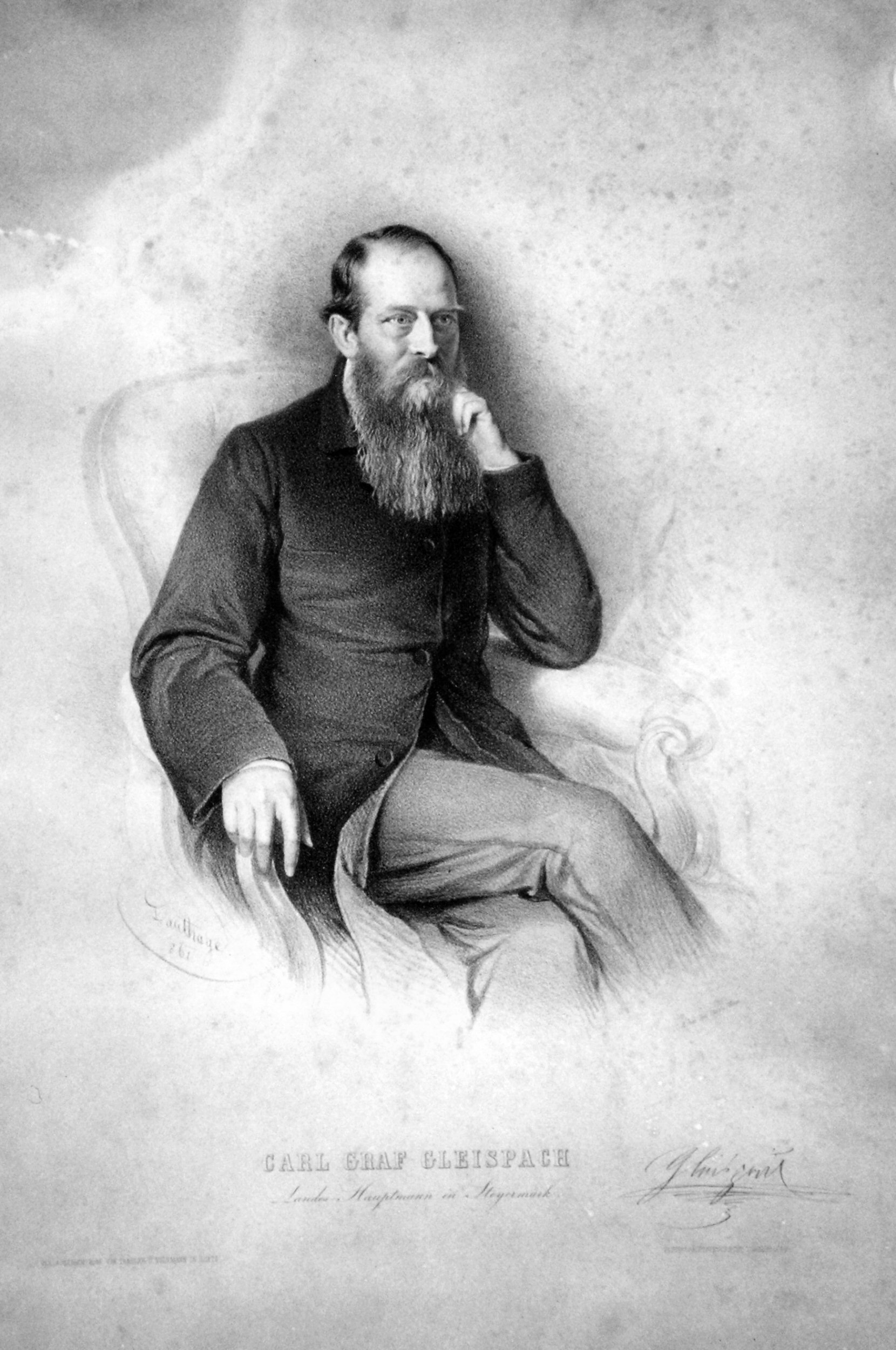
Karl Josef Gleispach, Lithographie von Adolf Dauthage, 1816

Karl Josef Graf Gleispach (* 9. Februar 1811 in Korneuburg, Niederösterreich; † 12. Jänner 1888 in Graz) war ein Landeshauptmann der Steiermark.

## Biografie
Gleispach studierte Jus, war von 1833 bis 1841 als Konzeptspraktikant im steirischen Gubernium tätig, zog sich aber 1841 auf seine Güter zurück. Schon im ständischen Landtag fiel er durch Anträge auf, die sich neuen Ideen öffneten. Am 21. Juni 1848 wählte ihn der Wahlbezirk Feldbach in den konstituierenden Reichstag nach Wien.
Hier wirkte Gleispach als Schriftführer und profilierte sich als Vorkämpfer einer konstitutionellen Regierung, lehnte aber alle gewaltsamen revolutionären Bestrebungen ab. Das ihm von Franz Graf Stadion angebotene Amt eines Statthalters der Steiermark lehnte der Alt-Liberale ab. Im Gefolge der Landtagsordnung für die Steiermark wurde Gleispach jedoch 1861 zum ersten Landeshauptmann der neuen Ära ernannt und als solcher 1867 bestätigt. Gleispachs autonome Landesverwaltung der Steiermark wurde zum Modell in Österreich. 1870 trat Gleispach als Landeshauptmann zurück.
Er war der Cousin von Johann Nepomuk von Gleispach.